# Sarcochilus gildasii
Sarcochilus gildasii är en orkidéart som beskrevs av Nicolas Hallé. Sarcochilus gildasii ingår i släktet Sarcochilus och familjen orkidéer.
Artens utbredningsområde är Nya Kaledonien. Inga underarter finns listade i Catalogue of Life.